# Vishwasa Devi
Vishwasa Devi, död 1443, var regerande drottning (maharani) av kungariket Mithila i nordöstra Indien mellan 1431 och 1443. Hon räknas som den tionde regenten ur oiniwardynastin. Hon var en erkänd lärd inom sanskritlitteraturen och beskyddare av poeten Vidyapati. Hon efterträdde sin make kung Padmasimha, då han avled barnlös och utan arvingar.